# Rolf Sprandel

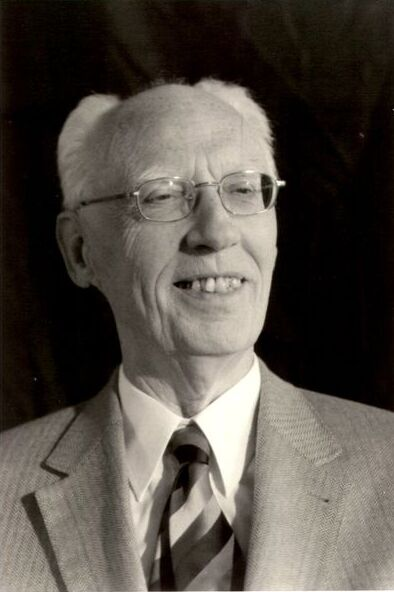
Rolf Sprandel (2006)

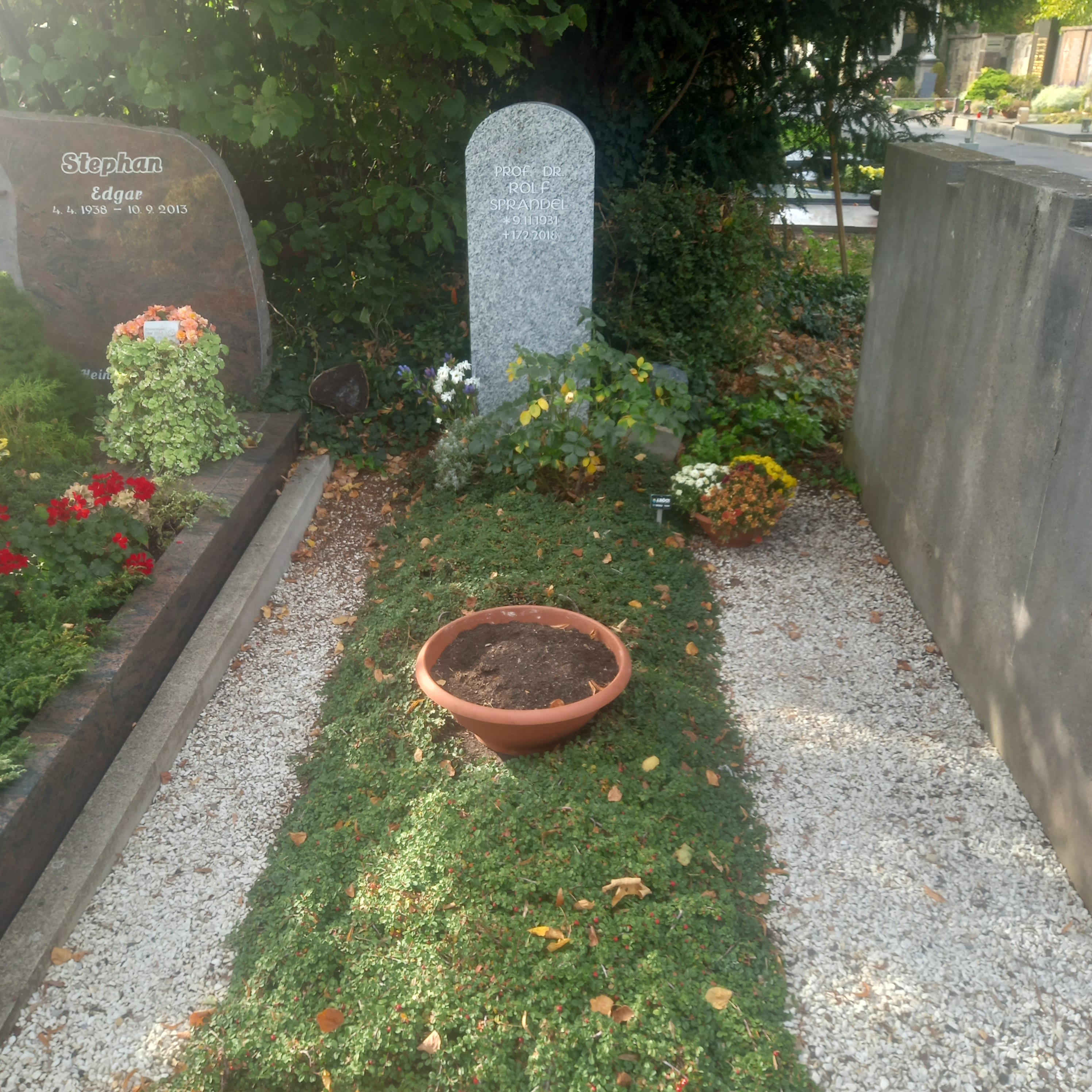
Das Grab von Rolf Sprandel auf dem Hauptfriedhof Würzburg

Rolf Sprandel (* 9. November 1931 in Hamburg; † 17. Februar 2018 in Reichenberg) war ein deutscher Historiker.
Er lehrte von 1967 bis 1973 als Professor für Mittelalterliche Geschichte an der Universität Hamburg und von 1973 bis 2000 als Professor für Geschichte mit besonderer Berücksichtigung der mittelalterlichen Sozial- und Wirtschaftsgeschichte an der Julius-Maximilians-Universität Würzburg. Seine Forschungsschwerpunkte waren die Bereiche Wirtschaft, Gesellschaft und Mentalitäten im Mittelalter. Sprandel gehörte zu den wenigen deutschen Mittelalterhistorikern, die die Mentalitätsforschung und die Historische Anthropologie ins Zentrum ihrer Forschungen stellten.

## Leben
Die Familie zog in den Kriegsjahren von Hamburg in die Uckermark. Er absolvierte die Schulausbildung am Joachimsthalschen Gymnasium in Templin. Nach Kriegsende kehrte die Familie nach Hamburg zurück. Er legte an der traditionsreichen Gelehrtenschule des Johanneums das Abitur ab. Seit 1951 studierte er Geschichte in Freiburg, Göttingen und Bonn. Sprandel gehörte zu einer Gruppe junger Historiker, die sich um Gerd Tellenbach zum sogenannten „Freiburger Arbeitskreis“ zur mittelalterlichen Personenforschung zusammengeschlossen haben. Im Jahr 1955 wurde er in Freiburg bei Gerd Tellenbach promoviert mit einer Arbeit über den merowingischen Adel und die Gebiete östlich des Rheins. Im Jahr 1957 ging Sprandel nach Paris und gehörte zu den ersten wissenschaftlichen Mitarbeitern des 1958 gegründeten „Centre Allemand de Recherches Historiques“ (seit 1964 „Deutsches Historisches Institut Paris“). Dort machte er sich mit den Methoden der Annales-Schule vertraut. 1961 erfolgte die Habilitation in Freiburg bei Gerd Tellenbach über Ivo von Chartres und seine Stellung in der Kirchengeschichte. Gleichzeitig widmete er sich Fragen der Wirtschaftsgeschichte und der Historischen Anthropologie. Als Privatdozent begann er die Arbeit an seiner Monographie zum Eisengewerbe im Mittelalter, die 1968 veröffentlicht und ein Standardwerk zur mittelalterlichen Wirtschaftsgeschichte wurde.
Im Jahr 1967 wurde er auf eine Professur für Mittelalterliche Geschichte an der Universität Hamburg berufen. Dort etablierte Sprandel einen sozial- und wirtschaftsgeschichtlichen Schwerpunkt und konzentrierte sich insbesondere auf die Hansegeschichte, womit er die Aktivitäten seines Vorgängers Paul Johansen fortsetzte. 1967 trat er auch dem Hansischen Geschichtsverein bei, gehörte von 1970 bis 1990 dessen Vorstand an und war von 1971 bis 1976 einer der Herausgeber der Hansischen Geschichtsblätter. Der Hamburger Reformuniversität stand Sprandel ablehnend gegenüber, was nach Eckart Krause wahrscheinlich ein Grund seines späteren Wechsels nach Würzburg war. So hatte Sprandel in einer Fernsehdiskussion kritisiert, dass Assistenten, deren Aufgabe es doch sei zu assistieren, Hochschulpolitik betrieben. Sprandels „Ordinariusgehabe“ reizte mehrfach die Studenten zu Protestaktionen. Er selbst hingegen sah unter dem Eindruck der hochschulpolitischen Auseinandersetzungen des Hamburger Wintersemesters 1967/68 die „Möglichkeit zu freier Forschung“ an den deutschen Universitäten existenziell bedroht, wie er im Vorwort seines Buches Das Eisengewerbe im Mittelalter, das im Februar 1968 niedergeschrieben wurde, festhielt. Obwohl er sich damit gegen die Entwicklung an der Reformuniversität stellte und auch nur relativ kurz in Hamburg wirkte, schuf er hier doch die Grundlagen für ein modernes Verständnis der Mediävistik als Gesellschaftsgeschichte, das von seinen Nachfolgern wie Gerhard Theuerkauf fortgesetzt wurde.
Vom Sommersemester 1973 bis zum Wintersemester 1999/2000 lehrte er als Professor für Geschichte mit besonderer Berücksichtigung der mittelalterlichen Sozial- und Wirtschaftsgeschichte an der Universität Würzburg. Sprandel war dort Mitvorstand des Instituts für Geschichte. In den Jahren 1977/78 hatte er einen längeren Studienaufenthalt in Paris. Sprandel war Mitglied der Vereinigung für Verfassungsgeschichte. Zu seinen akademischen Schülern in Hamburg und Würzburg gehörten Gerrit Himmelsbach, Hans-Peter Baum, Rainer Leng, Peter Rückert und Joachim Schneider.
Sprandel war ab 1958 verheiratet. Seine Ehefrau Lore Sprandel-Krafft gehörte ebenfalls dem „Freiburger Arbeitskreis“ an und wurde von Tellenbach mit einer Arbeit über Bischof Ulrich von Augsburg promoviert. Sie verfasste mehrere Studien zum Mittelalter. Aus der Ehe gingen drei Kinder hervor. Sprandel starb in Reichenberg bei Würzburg.

## Forschungsschwerpunkte
Seine Forschungsschwerpunkte waren die Bereiche Wirtschaft, Gesellschaft und Mentalitäten im Mittelalter. Zu Beginn seiner akademischen Laufbahn befasste er sich mit dem Adel im Frankenreich und berücksichtigte vor allem die Gruppen und Schichten des Adels. Ein weiterer Schwerpunkt bildete der Investiturstreits und die damit verbundenen Rechtsfragen. Ein dritter Schwerpunkt war die Wirtschaftsgeschichte. Dabei befasste er sich ab 1968 mit dem europäischen Eisengewerbe. In seiner 1968 veröffentlichten Arbeit Das Eisengewerbe im Mittelalter untersuchte er Eisenproduktion und Eisenhandel von 500 bis 1500. Im Jahr 1998 veröffentlichte er ein Buch über die spätmittelalterlichen Weinmärkte in Deutschland.
In Hamburg widmete er sich seit 1967 hansischen Studien. Sprandel erforschte auf Grundlage der Hamburger Rentenbücher den Grundstücks- und Kapitalmarkt. Die Beschäftigung mit dem Hamburger Rentenmarkt verknüpfte er mit sozialgeschichtlichen Fragestellungen. Im Jahr 1975 erschien sein Buch über das mittelalterliche Zahlungssystem nach hansisch-nordischen Quellen des 13. bis 15. Jahrhunderts. In Zusammenarbeit mit Jürgen Bohmbach und Jochen Goetze veröffentlichte er 1982 die Quellen zur Hansegeschichte. Auch in seiner Würzburger Zeit veröffentlichte er in den 1980er und 1990er Jahren Aufsätzen zu hansischen Geschichte, so etwas 1984 zu Handelstechniken und zur Konkurrenzfähigkeit der Hanse.
Als Professor in Würzburg erweiterte er seine Adelsforschungen für Unterfranken bis in das Spätmittelalter. Er widmete sich dem Wechsel der adeligen Schichten, besonders der fränkischen Ritterschaft, die aus der Ministerialität hervorgegangen ist. Durch seine Mitarbeit am Institut für historische Anthropologie, dem er seit der Gründung im Jahr 1970 angehörte, verfasste er Studien über Geschichte der Kinder, der Frauen und der alten Leute.
In Würzburg wurde die Chronistik zu einem Arbeitsschwerpunkt. In seiner Arbeit befasste er sich mit rund 250 Chroniken des deutschen Spätmittelalters zwischen 1347 und 1517. Im Jahr 1994 erschien die Darstellung Chronisten als Zeitzeugen. Er legte eine Edition der sogenannten Kölner Weltchronik vor. Nach Sprandel ergab sich Köln als Entstehungsort „aus dem Schwergewicht, das ortsgeschichtliche Ereignisse in der Chronik bilden“.
Sprandel hat die sieben Bände des Würzburger Ratsprotokolls systematisch ausgewertet und sie in einer 2003 erschienenen Veröffentlichung zu einem „Mittelding“ zwischen Edition und Darstellung verarbeitet. Er machte die Ratsprotokolle für die Würzburger Stadtgeschichtsforschung fruchtbar. In einer sozialgeschichtlichen Untersuchung beschrieb er Würzburg im 15. Jahrhundert als „fremde Stadt“.

## Schriften (Auswahl)
Ein Schriftenverzeichnis bis 2006 erschien in: Hans-Peter Baum, Rainer Leng, Joachim Schneider (Hrsg.): Wirtschaft – Gesellschaft – Mentalitäten im Mittelalter. Festschrift zum 75. Geburtstag von Rolf Sprandel (= Beiträge zur Wirtschafts- und Sozialgeschichte. Nr. 107). Steiner, Stuttgart 2006, ISBN 3-515-08882-2, S. 739–751.
Monographien
- Das Würzburger Ratsprotokoll des 15. Jahrhunderts. Eine historisch-systematische Analyse (= Veröffentlichungen des Stadtarchivs Würzburg. Bd. 11). Schöningh, Würzburg 2003, ISBN 3-87717-789-1.
- Chronisten als Zeitzeugen. Forschungen zur spätmittelalterlichen Geschichtsschreibung in Deutschland (= Kollektive Einstellungen und sozialer Wandel im Mittelalter. Neue Folge, Bd. 3). Böhlau, Köln u. a. 1994, ISBN 3-412-03694-3.
- Gesellschaft und Literatur im Mittelalter (= Uni-Taschenbücher. Bd. 1218). Schöningh, Paderborn 1982, ISBN 3-506-99351-8.
- Altersschicksal und Altersmoral. Die Geschichte der Einstellungen zum Altern nach der Pariser Bibelexegese des 12.–16. Jahrhunderts (= Monographien zur Geschichte des Mittelalters. Bd. 22). Hiersemann, Stuttgart 1981, ISBN 3-7772-8101-8.
- Verfassung und Gesellschaft im Mittelalter (= UTB. Bd. 461). Schoeningh, Paderborn 1975, ISBN 3-506-99175-2.
- Mentalitäten und Systeme. Neue Zugänge zur mittelalterlichen Geschichte. Union Verlag, Stuttgart 1972, ISBN 3-8002-1901-8.
- Ivo von Chartres und seine Stellung in der Kirchengeschichte (= Pariser historische Studien. Bd. 1, ISSN 0479-5997). Hiersemann, Stuttgart 1962, online.

Edition
- Die Kölner Weltchronik 1273/88–1376 (= Monumenta Germaniae historica. Scriptores. Bd. 15). Hahn, Hannover 1991, ISBN 3-88612-031-7.
- Das Hamburger Pfundzollbuch von 1418 (= Quellen und Darstellungen zur hansischen Geschichte. Neue Folge, Bd. 18). Böhlau, Köln u. a. 1972, ISBN 3-412-96472-7.

Herausgeberschaften
- Chronisten als Zeitzeugen: Forschungen zur spätmittelalterlichen Geschichtsschreibung in Deutschland (= Kollektive Einstellungen und sozialer Wandel im Mittelalter. Neue Folge, Bd. 3). Böhlau, Köln u. a. 1994, ISBN 3-412-03694-3.
- Zweisprachige Geschichtsschreibung im spätmittelalterlichen Deutschland (= Wissensliteratur im Mittelalter. Bd. 14). Reichert, Wiesbaden 1993, ISBN 3-88226-458-6.
- Quellen zur Hanse-Geschichte (= Ausgewählte Quellen zur deutschen Geschichte des Mittelalters. Freiherr-vom-Stein-Gedächtnisausgabe. Bd. 36). Mit Beiträgen von Jürgen Bohmbach und Jochen Goetze. Wissenschaftliche Buchgesellschaft, Darmstadt 1982, ISBN 3-534-06874-2.